# Gustav Dahrendorf

Gustav Dahrendorf

Gustav Dietrich Dahrendorf (* 8. Februar 1901 in Hamburg; † 30. Oktober 1954 in Braunlage) war ein deutscher Politiker der SPD, Konsumgenossenschafter, Mitbegründer der Jungsozialisten, Journalist, Reichstagsabgeordneter und der Vater von Ralf (1929–2009) und Frank Dahrendorf (1934–2013).

## Ausbildung und politische Anfänge
Der Sohn eines Arbeiters besuchte die Volksschule in Hamburg. Von 1915 bis 1918 absolvierte er eine kaufmännische Lehre. Danach war er als Vertreter und Büroangestellter tätig. Er schloss sich 1914 der sozialistischen Arbeiterjugendbewegung an und trat 1917 in die freien Gewerkschaften (ADGB) ein und wurde 1918 Mitglied der SPD. Zu Beginn der zwanziger Jahre schloss er sich dem Hofgeismarer Kreis der Jungsozialisten an.

## Weimarer Republik
Dahrendorf war 1921 führend an der Ausarbeitung der Kieler Grundsätze beteiligt, in denen von den Jungsozialisten die Bejahung der Weimarer Republik gefordert wurde. Er gehörte der Reichsleitung der Jungsozialisten, dem Landesvorstand Hamburg der SPD und der Gauleitung des Reichsbanners Schwarz-Rot-Gold an. Von 1924 bis 1932 bekleidete er das Amt des Vorsitzenden des Hamburger Jugendausschusses. Am 3. Oktober 1924 gründete er mit Theodor Haubach, Egon Bandmann und Alfred Vagts (alle SPD) sowie Hans Robinsohn, Ernst Strassmann und Heinrich Landahl (alle DDP) den Klub vom 3. Oktober, dessen Ziel der gemeinsame Kampf gegen die Feinde der Weimarer Republik war und der auch für gegenseitige Unterstützung bei politischen Initiativen sorgen sollte.
Von 1924 bis 1933 arbeitete er als Redakteur (Schriftleiter) des SPD-Organs Hamburger Echo. Von 1927 bis 1933 gehörte er der Hamburgischen Bürgerschaft (Landtag) an.
Bei der Reichstagswahl vom 6. November 1932 wurde er im Wahlkreis 34 (Hamburg) in den Reichstag (7. Wahlperiode: von November 1932 bis März 1933) gewählt.
Bei der Reichstagswahl am 5. März 1933 wurde er wiedergewählt (8. Wahlperiode).

## Zeit des Nationalsozialismus
Am 24. März 1933 wurde er für einige Tage in „Schutzhaft“ genommen.
Im Mai 1933 wurde er erneut festgenommen und im KZ Fuhlsbüttel drei Monate inhaftiert.
Nach der Entlassung war er zunächst arbeitslos. Ende 1933 siedelte er nach Berlin über.
Seit 1934 arbeitete er zuerst als Volontär, dann als Geschäftsführer der zum Flick-Konzern gehörenden Märkischen Brikett-Handelsgesellschaft in Berlin, Nürnberg und München. In dieser Zeit war er erfolgreich im Kohlenhandel tätig und nutzte dabei die geschäftlichen Verbindungen, um Kontakte mit Nazi-Gegnern zu pflegen. Am 25. August 1936 wurde er bei der Gestapo Hamburg unter der „Liste der SPD-Bürgerschaftsabgeordneten“ sowie im SD-„Verzeichnis der SPD-Reichstagsabgeordneten“ geführt („1933 wohnhaft Hamburg 26, Lohof 24, jetzt Berlin-Schmargendorf, Crampassplatz 4“).
Dahrendorf gehörte zu den sozialdemokratischen Funktionären, die sich dem christlich-sozialen Kreisauer Kreis anschlossen, der an der Verschwörung vom 20. Juli 1944 beteiligt war. Im Widerstand hatte er Verbindungen zu Ernst Schneppenhorst und Josef Simon. Im Gegensatz zu Julius Leber und Adolf Reichwein unterstützte er die Politik der Goerdeler-Gruppe. Im Rahmen der „Aktion Gitter“ wurde er am 23. Juli 1944 verhaftet. Ein verschlüsseltes Telegramm vom 20. Juli 1944 an den Kommandeur des Wehrkreises X (Hamburg), aus dem hervorging, dass Dahrendorf als Zivilbevollmächtigter der Reichsregierung Goerdeler und als kommissarischer Bürgermeister von Hamburg vorgesehen war, fiel in die Hände der Gestapo. Er wurde im Gestapo-Gefängnis in der Gestapo-Zentrale (Berlin) inhaftiert. Zusammen mit Julius Leber und Adolf Reichwein stand er vor Freislers Volksgerichtshof. Am 20. Oktober 1944 wurde er zu sieben Jahren Zuchthaus und weiteren sieben Jahren Ehrverlust verurteilt und im Zuchthaus Brandenburg-Goerden inhaftiert. Die dortigen Häftlinge wurden am 27. April 1945 von der Roten Armee befreit.

## Nachkriegszeit
1945 war er Mitglied des Zentralausschusses der SPD und gehörte zu den Unterzeichnern des Aktionsabkommens des Zentralkomitees (ZK) der KPD und des Zentralausschusses der SPD vom 19. Juni 1945. Bis Februar 1946 war Dahrendorf Vizepräsident der Deutschen Zentralverwaltung der Brennstoffindustrie für die Sowjetische Besatzungszone in Berlin. Er wurde jedoch in Gegnerschaft zu Otto Grotewohl zu einem entschiedenen Gegner der Zwangsvereinigung von SPD und KPD.
Daher kehrte er auf Anraten von Ulrich Biel im Februar 1946 nach Hamburg zurück. Im Juli 1946 wurde er in den Vorstand der Konsumgenossenschaft „Produktion“ gewählt. Er errang ein Mandat in der Hamburgischen Bürgerschaft und wurde in den Frankfurter Wirtschaftsrat der Bizone entsandt, wo er von 1947 bis 1949 das Amt eines Vizepräsidenten bekleidete. Aus diesem Grund legte er am 18. August 1947 sein Bürgerschaftsmandat nieder. Im Juni 1948 verhandelte er als Vorsitzender des Berlin-Ausschusses im Bizonen-Wirtschaftsrat mit sozialdemokratischen Berliner Stadträten über die geplante Währungsreform.
Er war stellvertretender Vorsitzender des Aufsichtsrats der Braunschweigischen Kohlen-Bergwerke in Helmstedt, der Rheinischen AG für Braunkohlenbergbau und Brikettfabrikation in Köln sowie Mitglied des Außenhandelsbeirats beim Bundesministerium für Wirtschaft.
Am 16. September 1948 wurde er zum Geschäftsführer der Großeinkaufs-Gesellschaft Deutscher Konsumgenossenschaften mbH (GEG) gewählt. 1951 wurde er im Zuge der Koordinierung auch Vorsitzender des Vorstands im Zentralverband deutscher Konsumgenossenschaften in Hamburg. Weiterhin war er Vorsitzender des Aufsichtsrats der Bank für Gemeinwirtschaft in Frankfurt am Main, zu deren Gründern und Gesellschaftern die GEG zählte.
Er trug tatkräftig und maßgeblich dazu bei, dass die Konsumgenossenschaften nach der Unterdrückung durch das NS-Regime zu einem wichtigen Faktor im Wirtschaftsleben der jungen Bundesrepublik wurden. Sein Engagement galt dem Verbraucherschutz, und so war es konsequent, dass er sich maßgeblich an der Gründung der Arbeitsgemeinschaft der Verbraucherverbände im Jahre 1953 beteiligte, deren erster Vorsitzender er wurde.

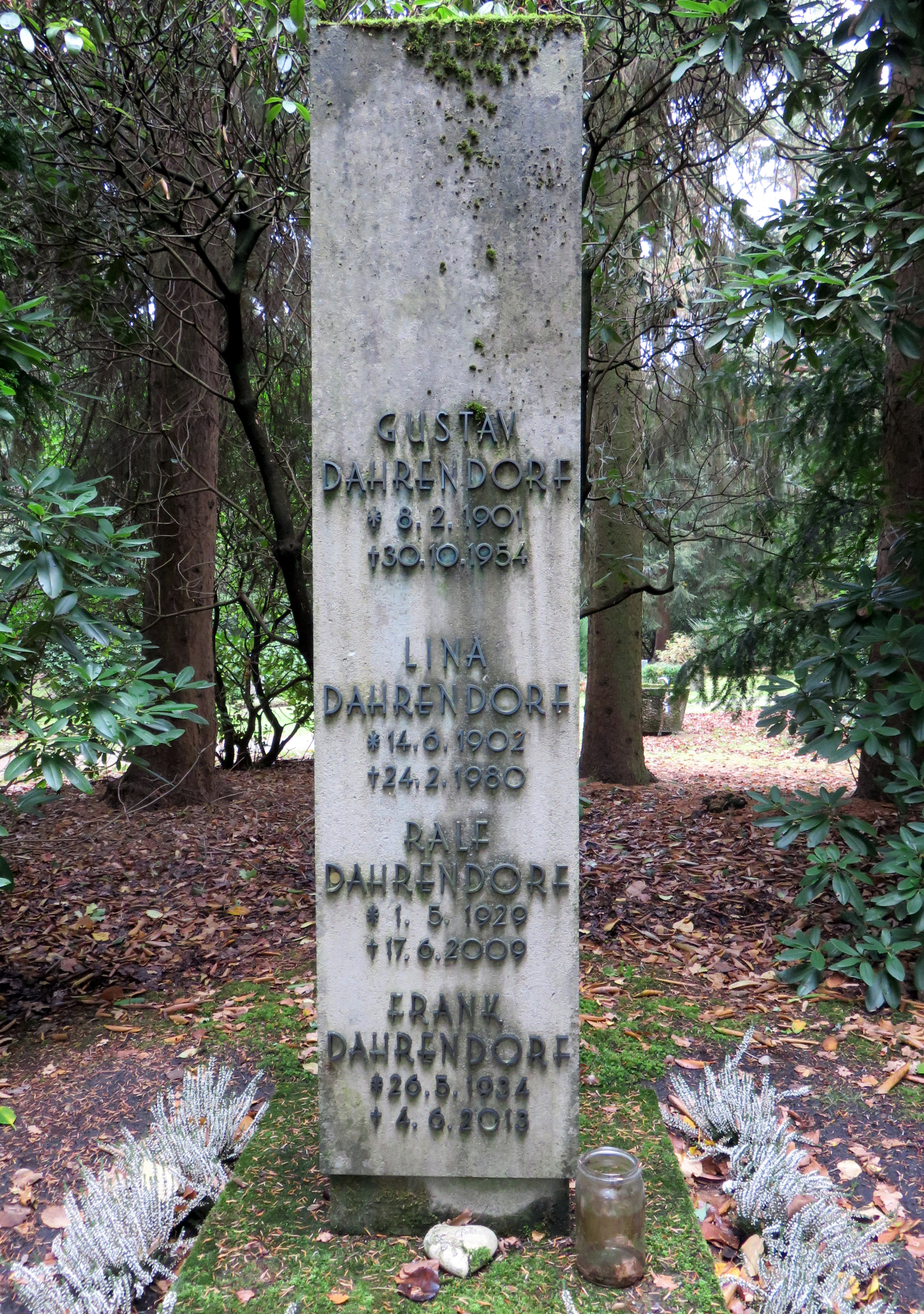
Grabstein Dahrendorfauf dem Friedhof Ohlsdorf

In Dahrendorf spiegelte sich eine zuweilen als fatal beurteilte Fixierung der Konsumgenossenschaftsbewegung auf ihre Führungspersönlichkeiten. Im Jahr des 50-jährigen Bestehens des konsumgenossenschaftlichen Zentralverbandes, 1953, konzentrierte sich alle Hoffnung und Zuversicht auf ihn: Mit Dahrendorf sei ein Genossenschafter an der Spitze des Zentralverbandes und der GEG, der alle geistigen und gesinnungsmäßigen Voraussetzungen als Wirtschaftspolitiker und Wirtschaftsorganisator mitbringe, um heute und morgen der deutschen Konsumgenossenschaftsbewegung das Gepräge zu geben. Dahrendorf selbst unterstellte und lobte die demokratische Verfassung im Konsumgenossenschaftswesen, ohne auf die Probleme der Trennung von Apparat und Mitgliedern kritisch einzugehen.
Dahrendorf bekannte sich zwar nach dem Zweiten Weltkrieg zu einer politischen und konfessionellen Neutralität der Konsumgenossenschaftsbewegung. Doch er war fest in die SPD eingebunden. Er wandte sich gegen eine Spaltung der Genossenschaften und forderte im selben Atemzug, dass der Weg umgekehrt sein müsse. Seine Forderung war, dass es in Deutschland zu einer großen Linkspartei kommen müsse, die für alle Gewerkschafter und Genossenschafter politische Heimat sei. Die SPD solle über alle unnatürlichen Grenzen hinweg die Volksbewegung der Linken werden.
Gustav Dahrendorf starb 1954 plötzlich während einer Kur in Braunlage im Harz. Er wurde auf dem Ohlsdorfer Friedhof in Hamburg im Planquadrat Y 12 südlich der Norderstraße beigesetzt.

## Ehrungen

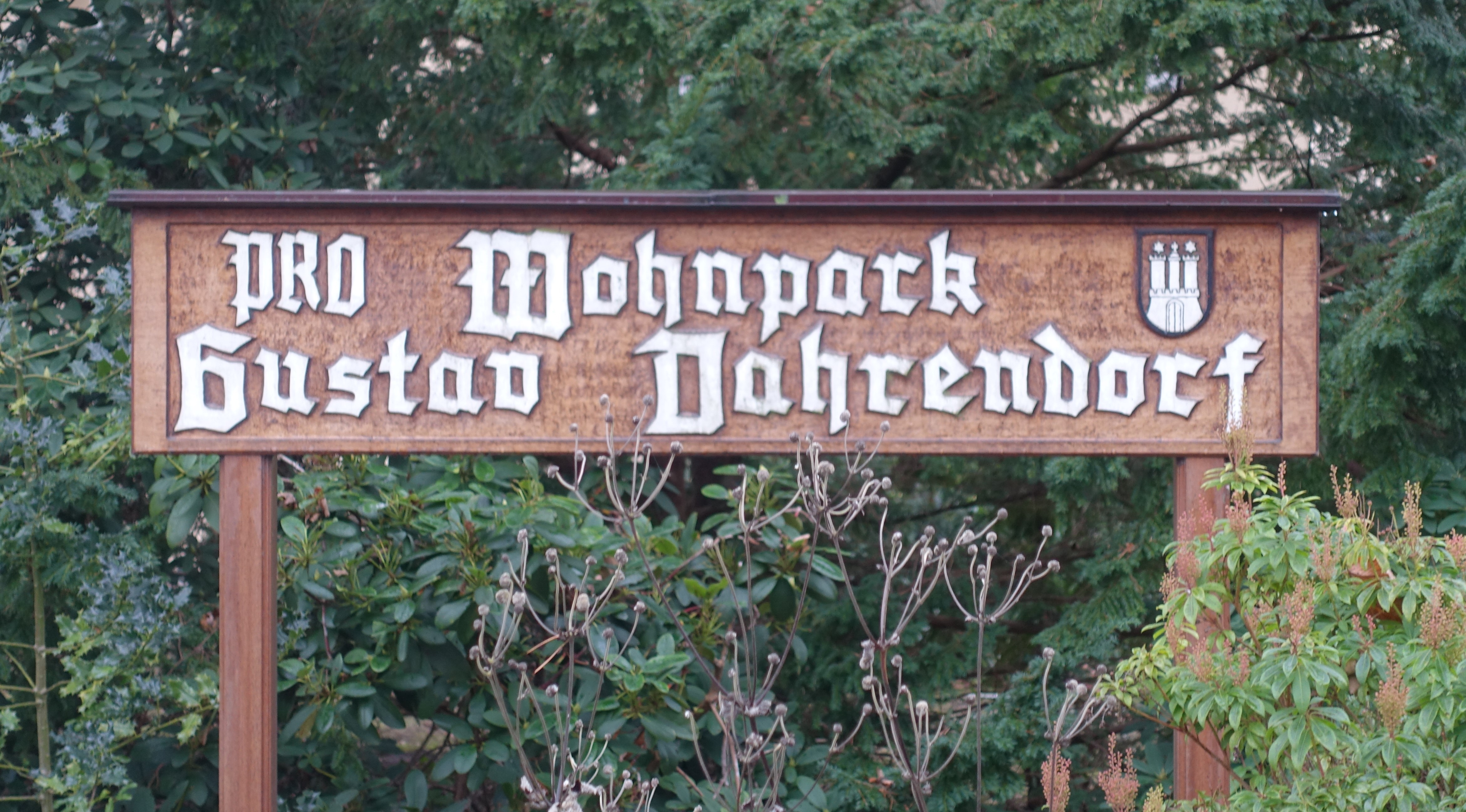
Eine Seniorenwohnanlage der PRO-Stiftung in Hamburg-Rissen wurde nach ihm benannt

Das vom Bundespräsidenten verliehene Große Verdienstkreuz mit Stern wurde Gustav Dahrendorf als Vorsitzendem der Geschäftsführung der GEG und dem Aufsichtsrat Gustav Borgner 1954 vom Hamburger Bürgermeister Kurt Sieveking überreicht. Auf der Feierstunde anlässlich des 60-jährigen Bestehens der Großeinkaufs-Gesellschaft Deutscher Konsumgenossenschaften (GEG) sagte der Bürgermeister, mit diesen Auszeichnungen würden alle geehrt, die ihre Kraft für die Arbeit zum Wohle der Verbraucher zur Verfügung gestellt hätten.

## Nachleben
Dahrendorf ebnete in seiner überragenden persönlichen Machtfülle dem DGB und der SPD den Weg für die Bindung an sozialistische Traditionen im Konsumgenossenschaftswesen. Diese Kettung an „natürliche“ Gegebenheiten bestimmte in der Genossenschaftsbewegung die starke Bewertung der Gesinnung. Diese Gesinnung war eine Generation später nicht mehr ohne Weiteres vorauszusetzen, so dass es Ende der 1980er Jahre zum co op-Skandal kam, der den Untergang der großen konsumgenossenschaftlichen Tradition markierte.
Nach ihm ist der Dahrendorfweg in Hamburg-Horn benannt. 1957 wurde die Dahrendorfzeile in der Nähe der Berliner Hinrichtungsstätte Plötzensee nach ihm benannt. Im Sommer 2022 wurde in Hamburg-Wellingsbüttel ein Stolperstein für Dahrendorf verlegt.
Der Fischdampfer Gustav Dahrendorf von der Gemeinwirtschaftlichen Hochseefischerei GmbH, Bremerhaven (GHG), ist nach ihm benannt. Er wurde 1954 auf der Rickmerswerft in Bremerhaven gebaut, hatte 640,29 BRT, fasste 5000 Korb, war 56,56 m lang und 8,84 m breit. Er hatte als erstes Fischereifahrzeug einen Verstellpropeller und war mit einer Fischmehlanlage ausgerüstet. 1955 fuhr er unter Kapitän Petersen zu seiner ersten Fangreise aus.